# (18950) Marakessler
(18950) Marakessler (2000 QX95) – planetoida z pasa głównego asteroid okrążająca Słońce w ciągu 4,54 lat w średniej odległości 2,74 j.a. Odkryta 26 sierpnia 2000 roku.